# Unterseeboot 4 (1909)
Pour les autres navires du même nom, voir Unterseeboot 4.
Le sous-marin allemand Unterseeboot 4 (Seiner Majestät Unterseeboot 4 ou SM U-4), de type U-3 a été construit par la Kaiserliche Werft de Dantzig, et lancé le 18 mars 1909 pour une mise en service le 1er juillet 1909. Il a servi pendant la Première Guerre mondiale sous pavillon de la Kaiserliche Marine.

## Histoire
Le SM U-4 n'a été utilisé qu'à des fins de formation et d'entrainement, il n'a donc à son actif aucune patrouille de guerre, ni de succès militaire.
Il est mis au rebut le 27 janvier 1919 pour destruction à l'arsenal maritime impérial de Kiel. La coque est cependant vendue à Stinnes le 3 février 1920.

## Commandement
- Friedrich Lützow a été du 1er juillet 1909 au 18 mars 1910 commandant de ce navire.

### Source
- (en) Cet article est partiellement ou en totalité issu de l’article de Wikipédia en anglais intitulé « SM U-4 (Germany) » (voir la liste des auteurs).